# HK Kurbads
Der HK Kurbads ist ein 1996 gegründeter Eishockeyverein aus Rumbula, einem Stadtteil von Riga (Lettland), der seine Heimspiele seit 2017 in der Kurbads ledus halle austrägt. Namensgeber und Hauptsponsor des Vereins ist das Logistikunternehmen Kurbads. Als reiner Amateurverein gegründet, nimmt dieser seit 2013 an der semi-professionellen lettischen Eishockeyliga teil.

## Geschichte
Der HK Kurbads wurde 1996 als reiner Hobby- und Amateursportverein für Mitarbeiter, Partner und Freunde des Logistikunternehmens Kurbads gegründet. In den folgenden Jahren nahm der Klub ausschließlich an Hobbyligen und -turnieren teil. Mitte der 2000er Jahre erhielt der Klub die Anfrage, in die lettische Eishockeyliga aufzusteigen, verzichtete jedoch.
2013 trat der Klub der lettischen Eishockeyliga bei und trug anschließend seine Heimspiele in der Vidzemes Ledus Halle in Ogre aus. Im August 2017 wurde die Kurbads ledus halle eröffnet, die neue Heimspielstätte des Vereins.
2017 gewann der Verein den ersten Meistertitel der Vereinsgeschichte und konnte diesen Erfolg ein Jahr später wiederholen.

## Erfolge
- Lettischer Meister 2017, 2018

## Trainer
- Aigars Razgals (2013)
- Aigars Cipruss (2014)
- Gints Bisenieks (2014–2015)
- Peteris Ostosovs (2015–2016)
- Rodrigo Laviņš (2016–2017)
- Peteris Ostosovs (2017)
- Aleksandrs Macijevskis (2017–2019)
- Andrejs Ignatovičs (seit 2017)

## Bekannte ehemalige Spieler
- Jēkabs Rēdlihs
- Krišjānis Rēdlihs
- Mārtiņš Cipulis
- Toms Hartmanis
- Jānis Sprukts
- Juris Štāls
- Rodrigo Laviņš
- Aleksandrs Macijevskis
- Aleksejs Širokovs